# Henri van Vreeswijk

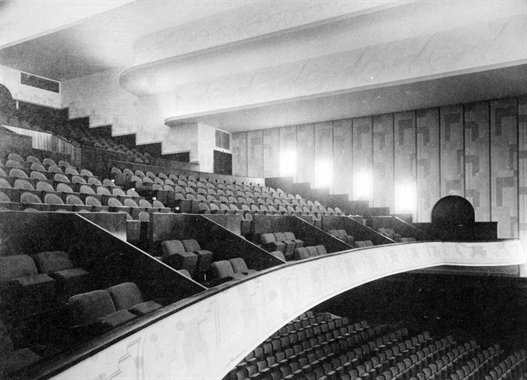
Interieur bioscoop Rembrandt.

Henri van Vreeswijk (Rotterdam, 30 mei 1906 - Zeist, 21 december 1974) was een Nederlandse architect.

## Leven en werk
Van Vreeswijk was een zoon van Adrianus Ægidius Samuel van Vreeswijk, timmerman en bouwkundig tekenaar in Rotterdam, en Ottolina Gerarda Pannekoek. Hij studeerde af als bouwkundig ingenieur aan de Technische Universiteit Delft in januari 1929. Hij woonde en werkte in Den Haag en Zeist. In 1931 trouwde hij met Jenny Lowis († 1 april 1983) met wie hij een dochter kreeg. 

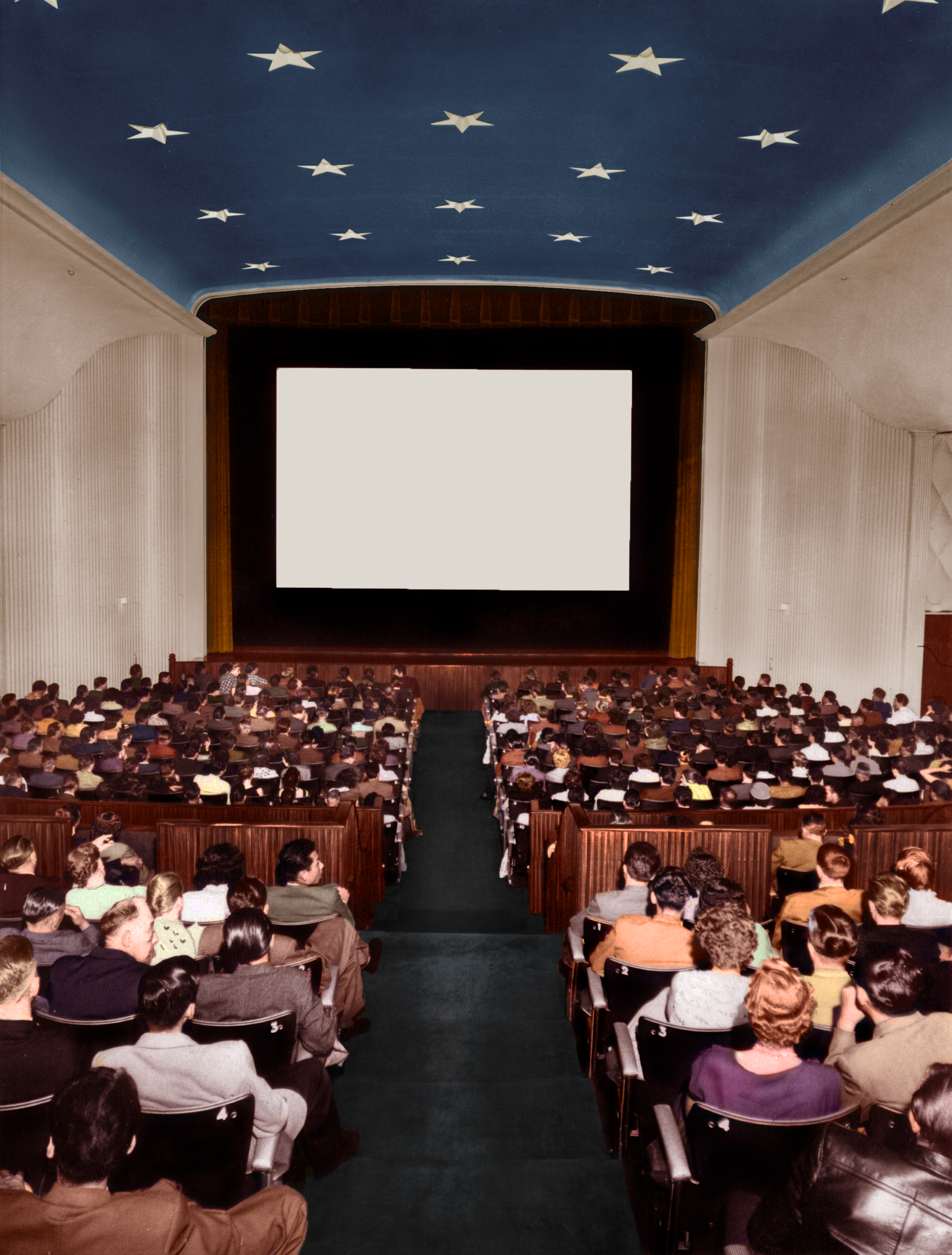
Zaal van Bioscoop Carolus in Nijmegen in 1960.

Hij was in de jaren dertig bestuurslid van de afdeling bouwkundige ingenieurs van de Vereniging van Delftse Ingenieurs en als zodanig betrokken bij de fusie van diverse architectenverenigingen tot de vernieuwde Bond van Nederlandse Architecten (BNA). In 1940 werd hij 'commissaris voor pers en propaganda' van de BNA. Begin jaren 1940 was Van Vreeswijk werkzaam met de architect Jan Stuivinga en/of Theo Stuivinga. Hij werd medio 1943 benoemd tot directeur van de Provinciale Planologische Dienst in Utrecht, hij werd na de oorlog op grond van het Zuiveringsbesluit 1945 ontslagen.
Uit de jaren 1930 tot en met de jaren 1950 zijn diverse (ver)bouwplannen van Van Vreeswijk bekend voor Nederlandse bioscopen en theaters. Daartoe behoren:
- Rembrandt (Utrecht, ca. 1933)
- een tweede Cineac-theater te Den Haag (ca. 1937)
- Cineac (Damrak, Amsterdam, ca. 1937)
- Capitol te Amsterdam (ca. 1937)
- de Spoorbio (Utrecht, ca. 1942)
- Bioscoop Carolus (Nijmegen, ca. 1953).
- Calypso-theater (Amsterdam, 1955)
- Kurhaus-theater (Scheveningen, 1959)
- Bioscoop Cinema (Groningen, 1959)

## Publicatie
- 1943 "Het honorarium van den architect", in Technisch Nederland, nummer 7 en 8, jaargang '43